# Regenerator sygnału
Regenerator sygnału, wzmacniak, wtórnik, powtarzacz, repeater – urządzenie stosowane w telekomunikacji do regeneracji sygnału. 
Zasięg transmisji sygnałów jest ograniczony na skutek zniekształceń, zakłóceń i pochłaniania energii w mediach transmisyjnych. Regeneracja przesyłanych sygnałów w torze transmisyjnym pozwala ten zasięg zwiększyć. Regeneratory działają w warstwie fizycznej sygnałów (pierwsza warstwa modelu OSI) i nie próbują interpretować transmitowanych przezeń danych pod kątem ich poprawności (spójności).
W telekomunikacji określenie regenerator oznacza: 
1. urządzenie analogowe, które jedynie wzmacnia sygnał do pożądanego poziomu, niezależnie od natury samego sygnału (analogowej lub cyfrowej).
2. urządzenie cyfrowe, które nie tylko wzmacnia sygnały, ale także poprawia ich kształt oraz parametry czasowe.

W sieciach LAN regenerator obecnie rzadko występuje oddzielnie – częściej jego funkcje są zaimplementowane w bardziej rozbudowanych urządzeniach (koncentratorze, ruterze, przełączniku, moście), które regenerują sygnał w każdym porcie. Regeneratory są stosowane w transmisji sygnałów cyfrowych przez wszystkie media oraz przy różnych technikach, na przykład Ethernecie.
Przykłady regeneratorów:
- regenerator HDSL – służy do regeneracji sygnału liniowego, przez co zwiększa zasięg łącza HDSL maksymalnie o 70%. Nie jest popularny, gdyż jego koszt jest zbliżony do kosztu modemu.
- regenerator ADSL – służy do regeneracji sygnału liniowego, przez co zwiększa zasięg łącza ADSL.
- regenerator optyczny (wzmacniacz optyczny) – stosowany w torach światłowodowych.